# Eta Sagittarii
Eta Sagittarii (η Sgr / HD 167618 / HR 6832) es una estrella en la constelación de Sagitario de magnitud aparente +3,10. Recibe los nombres, raramente utilizados, de Sephdar, del árabe الصفدر al-safdar, «guerrero violento», e Ira Furoris, proveniente del latín y cuyo significado es «ira furiosa». Antiguamente recibió el nombre de Beta Telescopii (β Tel).
A diferencia de la mayor parte de las estrellas en la constelación, que son estrellas azules calientes, Eta Sagittarii es una gigante roja fría de tipo espectral M3.5III. Con una luminosidad —incluida la radiación emitida en el infrarrojo— 585 veces superior a la del Sol, su radio es 62 veces más grande que el radio solar, equivalente a tres cuartas partes de la distancia entre Mercurio y el Sol. Como otras estrellas similares, Eta Sagittarii es una variable irregular con una variación en su brillo de 0,07 magnitudes, no perceptible a simple vista. Se encuentra a 149 años luz de distancia del sistema solar.
Eta Sagittarii forma un sistema binario con una compañera de magnitud +7,8 visualmente a 3,6 segundos de arco. A partir de su brillo, se puede deducir que esta última es una estrella blanco-amarilla —probablemente de tipo F7V— a una distancia real de la estrella gigante de al menos 165 UA. Emplea 1270 años como mínimo en completar su órbita.